# Quartiere di Soufrière
Il quartiere di Soufrière è uno degli 11 quartieri in cui è divisa l'isola di Saint Lucia. Centro principale del distretto è la cittadina omonima, che fu capitale di Saint Lucia al tempo della colonizzazione francese.
Soufrière è oggi un tranquillo centro portuale, in cui si sta sviluppando una certa attività turistica. La zona circostante, infatti, ospita molte attrazioni, tra cui un vulcano, i Diamond Botanical Gardens, nonché le spiagge di Anse Chastanet a nord e di Malgretout a sud. 
Più a sud si trovano le due cime pittoresche note con il nome di Pitons (Gros Piton e Petit Piton).
Si ritiene che Soufriére abbia dato i natali all'imperatrice Giuseppina di Beauharnais, moglie di Napoleone Bonaparte. Infatti, pur essendo gli storici divisi circa il suo luogo di nascita, è certo che Giuseppina passò gran parte della sua infanzia nella zona, dove il padre possedeva una piantagione.

## Galleria d'immagini

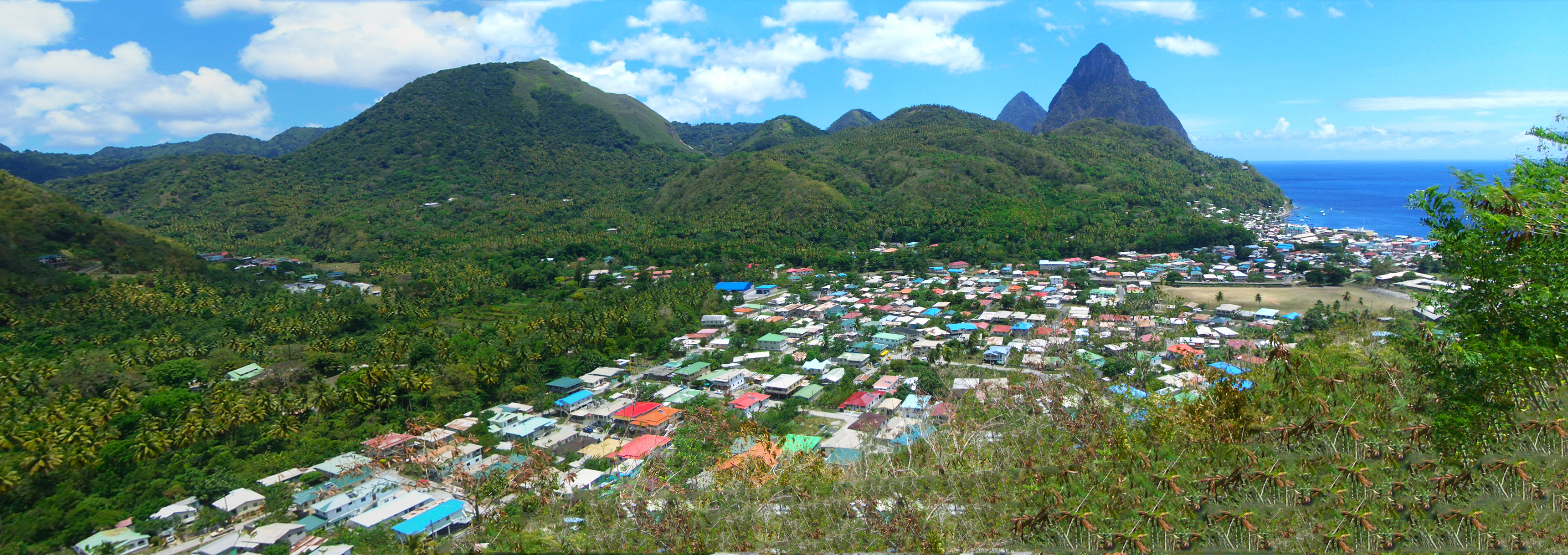
Soufrière
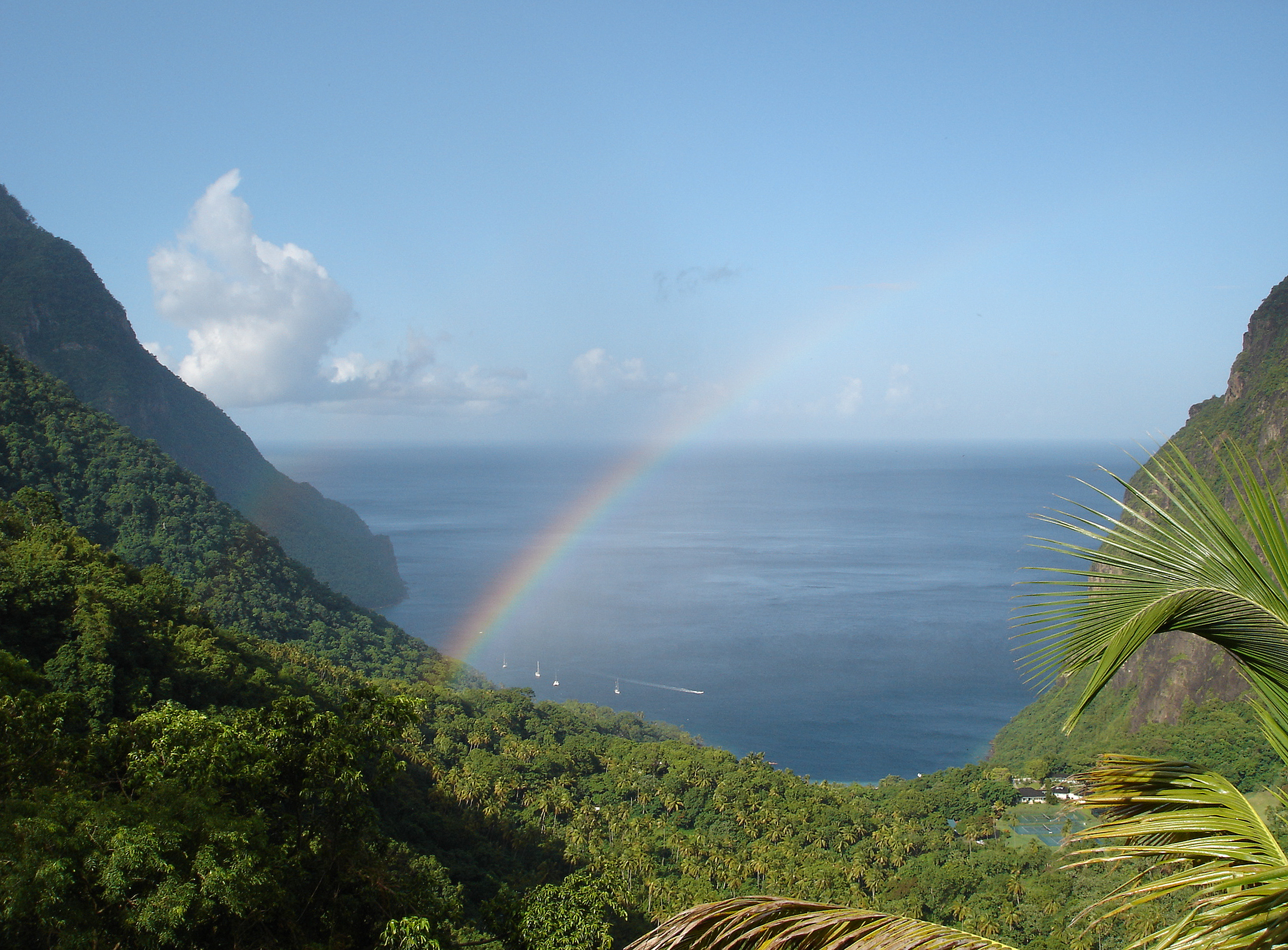
La Piton Valley, parte del patrimonio dell'umanità
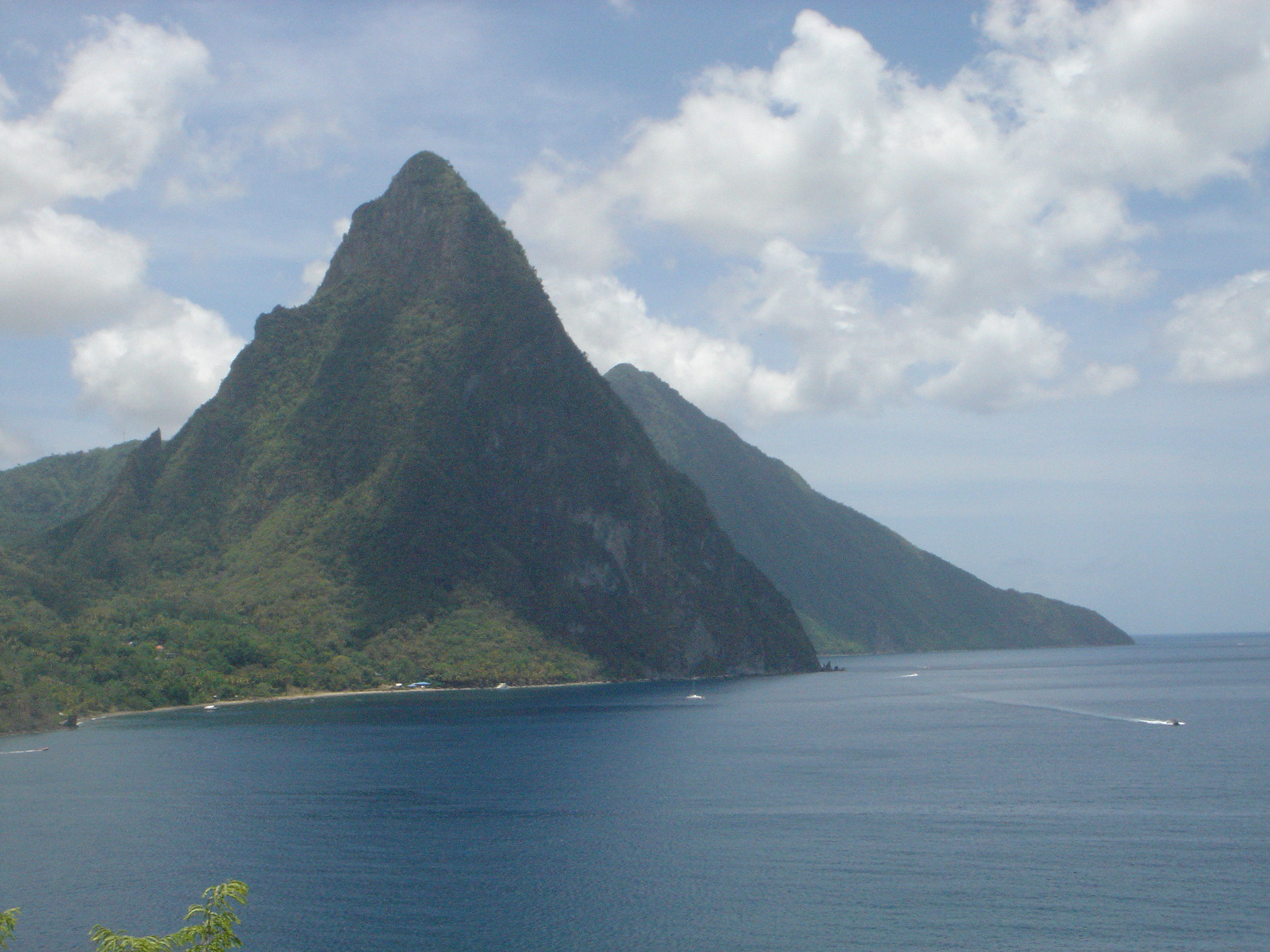
I Pitons